# Паметник на загиналите в Сръбско-българската война, Русе
Паметникът на загиналите в Сръбско-българската война в Русе е издигнат в чест на загиналите воини от Пети пехотен дунавски полк в Сръбско-българската война през 1885 г.
Автори са архитект Никола Лазаров и скулптор Жеко Спиридонов.
Открадната бронзова барелефна плоча е възстановена от скулптора Дилян Хубанов със средства, осигурени от Община Русе, през 2008 г.